# Promenáda Raoula Wallenberga
Promenáda Raoula Wallenberga je název cesty v Praze 1. Cesta je součástí Velké strahovské zahrady. Na jedné straně začíná v ulici Úvoz a pokračuje po vrstevnici západojižním směrem. Pod Strahovským klášterem se stáčí k jihovýchodu a končí pravděpodobně na schodišti z vrchu Petřína do Vlašské. Je pokryta asfaltem. Jsou z ní výhledy na centrum Prahy. Je pojmenována po švédském diplomatovi Raoulu Wallenbergovi (1912–1945), který za druhé světové války zachránil v Maďarsku tisíce Židů. Sám pak v roce 1945 skončil ve vězení NKVD v Moskvě, kde zemřel.